# 大洋河 (希腊神话)
大洋河是希腊神话中一條環繞世上所有陸地的河流。掌管大洋河的神灵是俄刻阿诺斯。在基督教化後的希臘所繪製的TO地圖中，仍然可見類似大洋河的巨大海洋包圍着歐亞非三洲，意味着希臘正教在一定程度上接受了異教遺留下來的一些概念。